# Río Aléi
El río Aléi (también transliterado Aley) (en ruso, Река Алей) es un largo río, principalmente ruso, de la Siberia Occidental, un afluente de la margen izquierda del río Obi que nace en Kazajistán. Tiene una longitud de 828 km y drena una cuenca de 21 100 km². Administrativamente, el río discurre un corto tramo por Kazajistán y luego por el krai de Altái de la Federación Rusa.

## Geografía
El río Aléi nace en los montes de Kolyvanski, en Kazajistán, cerca de la frontera con Rusia, y desemboca en el río Obi, 45 km aguas arriba de Barnaul (647 703 habs. en 2008), el centro administrativo del krai de Altái. El río pasa por las ciudades de Rubtsovsk (156 166 habs.), Aleisk (28 535 habs.), Chiponuvoski y Pospelinjinski, todas ellas en el krai de Altái.
El río, desde que deja las montañas de Altái, describe los grandes meandros característicos de los ríos de la estepa. Sus aguas se utilizan fundamentalmente para el riego de cultivos. Cuando el río desemboca en el Obi, tiene una anchura de unos 70 m y una profundidad de 1,5 m. 
El río está congelado desde noviembre hasta abril.

## Hidrometría
El caudal del río Aléi se viene observando desde 1954 en Aleïsk, ciudad de tamaño mediano situado a unos 155 km de la confluencia con el Obi.
En Aleisk, el caudal medio anual observado en el periodo 1954-2000 fue de 30,1 m³/s para una cuenca de 18 700 km², ligeramente más del 88% del total de captación de la cuenca del río (21 100 km²). La lámina de agua que se recoge en la cuenca supone una cantidad de 51 mm/año, que debe considerarse bajo como resultado de la escasez de precipitaciones observadas en toda la cuenca. 
Alimentado en gran medida por el deshielo, el Alei es un río de régimen nivo-pluvial. Las crecidas se desarrollan en primavera, en abril y mayo, que corresponden a la fusión de la nieve y el deshielo de la cuenca. En junio y julio, la tasa disminuye considerablemente, pero se estabiliza en un nivel aceptable en el resto del verano y otoño. En octubre hay incluso un ligero repunte en el caudal, aunque muy bajo, relacionado con las lluvias otoñales. En noviembre, el caudal disminuye de nuevo, lo que conduce rápidamente al periodo de mínimos, que se da de diciembre a marzo inclusive y corresponde a la congelación invernal que se abateo sobre toda Siberia. 
El caudal medio mensual observado en febrero (con el mínimo de estiaje) es 5,05 m³/s, aproximadamente el 3,5% de la media de abril, el mayor del año (140 m³/s). Esto subraya la importancia de la amplitud de las variaciones estacionales que se dan en Siberia. En el período de observación de 56 años, el caudal mínimo mensual fue de 0,07 m³/s en febrero y marzo de 1972 (70 litros por segundo), mientras que el caudal máximo mensual ascendió a 396 m³/s de abril de 1958, aproximadamente el equivalente al caudal medio del río Sena en su parte más baja, aunque esto fue excepcional. 
Considerando sólo el período estival libre de hielo (de abril a octubre) el caudal mensual mínimo observado fue de 4,04 m³/s, en agosto de 1956.
Caudal medio mensual del Aléi (en m³/s), medido en la estación hidrométrica de Aleisk 
(Datos calculados a partir de 45 años (1954-2000)